# 清障船

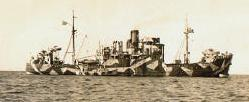
德军131号清障船

清障船（德語：Sperrbrecher，字面意义“障碍粉碎者”）是德国海军的一类掃雷艦，主要在一战和二战期间投入使用。清障船一般行驶在船队前方，依靠其经过加固的船体，在雷区为船队开辟航路。清障船的任务非常危险，在战争期间承受了大量的损失。

## 概述
早在一战时，德意志帝國海軍就广泛运用清障船来开辟海上通道。战争中总共有30艘清障船投入服役，其中8艘损失。有部分清障船携带有飞机，如内格罗河号（Rio Negro）、普劳恩号（Plauen）和维格贝尔特号（Wigbert）等。二战期间，納粹德國海軍为清障船赋予了“特种商船”的名字，这个时候的清障船通常是从商船改装而来，由商船船员操纵；船艏进行加固，船上原本的货舱堆放各种增加储备浮力的材料，以期望在水雷爆炸时还能保住船只。除此之外，船上往往遍布防空火力，并且携带防空氣球。故此，他们的对手英国皇家空军也将其称呼为“重型防空船（Heavy Flak Ships）”。
清障船的最主要任务是为船队领头，沿着雷区内的安全的航线行驶，以防止有水雷飘入雷场航路内。此外，在战争初期，德军也会让清障船在怀疑敌军有可能布雷的地方航行，以开辟航路。但尽管清障船加固了船体，增加了储备浮力，还是蒙受了很大的损失；而随着战争的发展，音响水雷和磁性水雷投入使用，清障船的实际效果越加不佳。有些清障船为了对付新出现的磁性水雷，会在船艏装上大型的电磁发生装置（即所谓VES系统）。这套装置号称可以引爆距离舰体达460米的水雷，而英军在获取了相关信息后，针锋相对地修改了磁性水雷的设计，让水雷只会对正上方的目标有反应而爆炸，此举使得德军损失了好几艘清障船。故此在战争后期，德军改为让清障船作掩护U型潜艇进出港口之用。
清障船往往自身装设了大量高平两用炮，在有需要的时候也能用来与敌方水面舰艇进行战斗，最起码能赶走尾随而至的英国护航驱逐舰，能够打他们“一鼻子血”。
战争期间德军改装了上百艘清障船，大多是至少5000吨的商船，据估计有一半在战争中损失。战争结束后，有部分清障船重新改装回商船继续使用。其中有些一直使用到1970年代。